# Algrizea minor
Algrizea minor, biljna vrsta iz porodice mirtovki. Otkrivena je i opisana 2010. godine u brazilskoj državi Bahia.
To je grm, nanofanerofit, i raste prvenstveno u sezonski suhom tropskom biomu. Opisana je i ilustrirana, očigledno endemična za istočni dio brazilske države Bahia, ova se vrsta razlikuje od Algrizea macrochlamys (DC.) Proença & NicLugh. svojim manjim listovima i manjim režnjevima čaške. Opisom ove vrste proširuje se generički opseg Algrizea na habitus (od grma do stabla), varijaciju režnjeva čaške, broj ovula i sjemenki. Također je prikazana karta distribucije i ključ za dvije vrste.
Eterično ulje vrste A. minor pokazalo je da djeluje antimikrobno protiv gram-pozitivnih i gram-negativnih bakterija i gljivica.